# Neßler-Zylinder

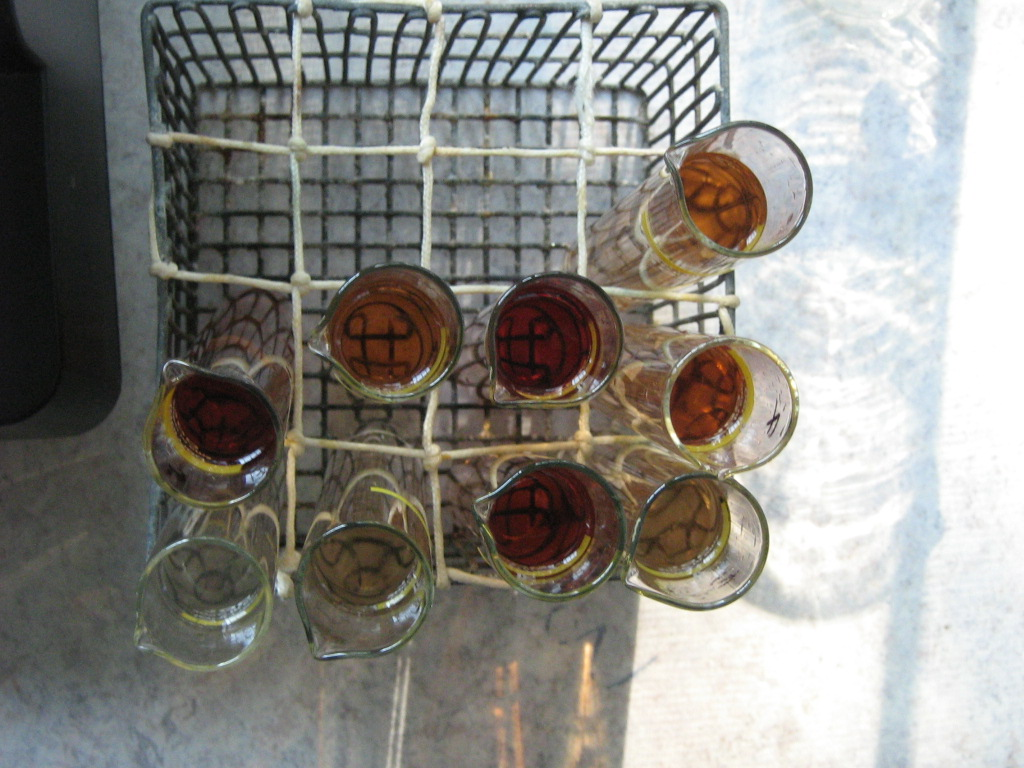
Neßler-Zylinder im Ständer

Neßler-Zylinder für Vergleichsuntersuchungen in der Pharmazie sind farblose Glaszylinder, mit einem gleichmäßigen inneren Durchmesser von 16 mm sowie einem durchsichtigen und flachen Boden. Dies erlaubt die visuelle Analyse von Flüssigkeiten. Dazu wird die Flüssigkeit in den Neßler-Zylinder gefüllt und in Durchsicht von oben nach unten gegen einen weißen oder – falls erforderlich – gegen einen schwarzen Untergrund geprüft. Dabei wird die Prüfung in diffusem Licht durchgeführt.
Zylinder mit einem größeren inneren Durchmesser können verwendet werden, wenn das Volumen der zu prüfenden Flüssigkeit so groß ist, dass die Flüssigkeitssäule im Zylinder nicht niedriger ist als diejenige, die mit dem von der Monographie des Europäischen Arzneibuchs vorgeschriebenen Flüssigkeitsvolumen in einem Zylinder mit einem inneren Durchmesser von 16 mm erreicht wird.